# Carl H. Brans
Carl Henry Brans ( /b r æ n z / ; né le 13 décembre 1935) est un physicien mathématicien américain surtout connu pour ses recherches sur les fondements théoriques de la Gravitation élucidés dans son ouvrage le plus largement médiatisé, la théorie de Brans et Dicke.

## Biographie
Texan, né à Dallas, Carl Brans passe sa carrière universitaire dans la Louisiane voisine, obtenant en 1957 un diplôme de l'Université Loyola de La Nouvelle-Orléans. Après avoir obtenu son doctorat à l'Université de Princeton du New Jersey en 1961, il retourne à Loyola en 1960 et est plus tard le professeur émérite JC Carter de physique théorique. Depuis lors, il est professeur invité à l'Université de Princeton, à l'Institute for Advanced Study et à l'Institut de physique théorique de l'Université de Cologne, en Allemagne.
Brans est connu parmi ceux qui étudient la gravité et pour son développement, avec Robert Dicke de la théorie de la gravitation de Brans-Dicke dans laquelle la constante gravitationnelle varie avec le temps, un concurrent majeur d'Albert Einstein, la théorie de la Relativité générale. Le travail de Brans et Dicke est en fait étroitement lié aux travaux antérieurs de Pascual Jordan, mais est développé indépendamment. Cette formulation est souvent appelée théorie scalaire-tenseur de la gravité de Jordan-Brans-Dicke (JBD). Dans cette théorie, fondée sur les spéculations de Mach, Eddington, Dirac et d'autres, un champ scalaire universellement couplé, en plus de la métrique, est introduit, ce qui aboutit finalement à une théorie dans laquelle la constante gravitationnelle dépend de la distribution de la matière dans l'univers. Un certain nombre de mesures très précises effectuées à la fin des années 1970 indiquent que JBD ne s'en tire pas mieux que la relativité générale standard d'Einstein plus simple, dans le contexte du système solaire. Cependant, les développements de la théorie des cordes et de la cosmologie inflationnaire renouvellent l'intérêt pour les modifications du champ scalaire de la relativité générale standard, bien que pas sous la forme JBD originale.
Dans les années 1960 et 1970, Brans développe une classification invariante complète et efficace des géométries plates de Ricci à quatre dimensions, un type d'approche post-Petrov, développant des programmes informatiques très précoces pour les manipulations symboliques. Il résume ce travail en termes de complexification de la fibre à deux formes dans l'espace-temps. Il travaille également sur certaines questions liées à l'argument apparemment circulaire dans les preuves du théorème de Bell dans lesquelles les variables cachées sont a priori supposées ne pas influencer les paramètres du détecteur, niant la causalité des variables cachées depuis le début.
À partir des années 1980, Brans se penche sur certains développements de la topologie différentielle concernant l'existence de structures différentielles globales exotiques (non standard) et leurs applications possibles à la physique. Ce travail comprend l'examen de la sphère 7 exotique de Milnor en tant que faisceau exotique de Yang-Mills, et plus particulièrement l'infinité de la structure différentielle exotique sur l'espace euclidien à quatre dimensions ({\displaystyle \mathbb {R} ^{4}} exotique (en)) en tant que modèles alternatifs pour l'espace-temps en relativité générale,. Une grande partie de ce travail est réalisé en collaboration avec Torsten Asselmeyer-Maluga de Berlin. En particulier, ils proposent que les structures de douceur exotiques puissent résoudre certains des problèmes de la cosmologie comme la matière noire ou l'énergie noire. Ensemble, ils publient un livre, Exotic Smoothness and Physics World Scientific Press, 2007.